# Großer Feldberg
Großer Feldberg – najwyższy szczyt gór Taunus o wysokości 881,5 m n.p.m. Znajduje się w Niemczech w kraju związkowym Hesja.